# Марит Бериман
Лив-Марит Бериман (на шведски: Liv-Marit Bergman, родена на 21 май 1975) е шведска поп певица.

## История
Въпреки че Бериман прекарва детството си в Ретвик прекарва времето си както в родния си град, така и в Стокхолм и Ню Йорк. Преди да даде начало на соло кариерата си през 90-те Бериман свири в шведската пънк група Candysuck. Въпреки че Марит Бериман е известна най-вече със самостоятелната си работа, тя продължава да записва и с други групи и музиканти. Тя става известна в родината си още с дебюта си от 2002, когато излиза самопродуцираният ѝ и самоиздаден албум „3.00 A.M. Serenades“. Той привлича вниманието на критици и след неочакваният му успех е издаден и в Европа от RCA/BMG през 2003.
Вторият студиен албум „Baby Dry Your Eye“ излиза март 2004 донася още успехи на Бериман и признание от страна на музикалните критици в Швеция. Младата поп певица получава пет номинации за шведските музикални награди Грамис, спечелвайки в категориите Композитор на годината и Певица на годината. На следващата година е издадено концертното ДВД „Live at Rival“.
През 2006 Бериман издава третия си соло албум „I Think It's a Rainbow“. След поредното успешно издание тя подписва договор с американската независима звукозаписна компания Hypnote, докато в Европа продължава да е издавана от гиганта SonyBMG.
През 2008 г. Марит Бериман активно записва нов материал, издавайки до този момент няколко самостоятелни сингъла, сред които съвместната ѝ песен с шведската певица Титию „300 Slow Days In a Row“. В същата година и двете изпълнителки участват в дебютния албум на сънародника им електронния музикант Андрес Клееруп „Kleerup“.

## Дискография

### Албуми
- „3.00 A.M. Serenades“ (2002, преиздаден през 2003)
- „Baby Dry Your Eye“ (2004) (#1 Швеция)
- „I Think It’s a Rainbow“ (2006) (#1 Швеция)

### Сингли
| Година | Сингъл                                           | Позиция в класация | Албум                  |
| Година | Сингъл                                           | Швеция             | Албум                  |
| ------ | ------------------------------------------------ | ------------------ | ---------------------- |
| 2003   | „From Now On EP“                                 | 23                 | EP                     |
| 2004   | „Adios Amigos“ (с участието на Сесилия Нордлунд) | 27                 | Baby Dry Your Eye      |
| 2004   | „I Will Always Be Your Soldier“                  | —                  | Baby Dry Your Eye      |
| 2004   | „Can I Keep Him? EP“                             | 32                 | EP release             |
| 2006   | „No Party“                                       | 18                 | I Think It's a Rainbow |
| 2006   | „My Love“ / „Eyes Were Blue“                     | —                  | I Think It's a Rainbow |
| 2007   | „Mama, I Remember You Now“                       | —                  | I Think It's a Rainbow |
| 2008   | „Out On the Piers“                               | —                  | Самостоятелни сингли   |
| 2008   | „Straight Into My Lovers Arms“                   | —                  | Самостоятелни сингли   |
| 2008   | „Were You Ever Really Mine“                      | —                  | Самостоятелни сингли   |
| 2008   | „300 Slow Days In a Row“ (с участието на Титию)  | —                  | Самостоятелни сингли   |
| 2008   | „All That I Ask of the Morning“                  | —                  | Самостоятелни сингли   |